# Pinacotecă
Pinacotecă (din greacă πινακοθήκη „pinakotheke”, în care pinax – tablou, theke – depozit) se numește o colecție mare de tablouri și de obiecte de artă. Prin extensie, aceeași denumire o poartă și clădirea unde se păstrează și se expune o astfel de colecție. Acest termen este folosit, în general, pentru a desemna muzee din Italia și din Germania, dar și din alte țări.
Pinacotecile au apărut în antichitatea greacă, păstrându-și denumirea până în zilele noastre.
O astfel de pinacotecă a existat la Atena, pe Acropole, în aripa nordică a Propileelor, unde în secolul V î.Hr. se expuneau picturile celebre aduse ca daruri votive zeiței.

### Etimologie
În limba română, acest  termen, care s-ar traduce prin „sală care conține o colecție de tablouri”, este împrumutat din franceză pinacothèque  și din germană Pinakothek. Acești termeni provin din latină pinacotheca, iar acesta este împumutat din limba greacă veche pinacothêkê, care, la rândul său, provine din cuvintele grecești pinax, pinakos „tablou” și  thêké „cutie”, „depozit”.
Sensul modern al termenului provine din limba germană. Într-adevăr, Ludovic I al Bavariei, în secolul al XIX-lea, a dat primului său muzeu denumirea de „pinacotecă”, termen pe care l-a luat din scrierile autorului roman Vitruviu consacrate arhitecturii. Acest suveran voia să facă din capitala sa „Atena de pe Isar”, împreună cu Gliptoteca (muzeu cu sculpturi, la München). Tot în Bavaria, Walhalla, edificată tot prin grija sa, evocă Partenonul.

## Câteva pinacoteci în lume

### Franța
- Pinacoteca din Paris, în franceză Pinacothèque de Paris, și-a deschis porțile la 15 iunie 2007, la numărul 28, Place de la Madeleine, din cel de-al 8-lea arondisment, după ce fusese adăpostită un timp în rue de Paradis, în cel de-al 10-lea arondisment. Acest muzeu privat dorește să facă arta accesibilă unui mare număr de iubitori de artă, propunându-le un acces prin istoria artei, prin prezentări de expoziții temorare de anvergură internațională.

### Germania
- La München există trei pinacoteci: Die Alte Pinakothek , « Vechea pinacotecă», Die Neue Pinakothek « Noua pinacotecă » și Die Pinakothek der Moderne, « Pinacoteca modernului ». În apropiere de aeroportul din München, la Hallbergmoos, se află Pinakothek Hallbergmoos, unde putem admira picturi europene din secolele al XIX-lea și al XX-lea.

Clădirea care adăpostește Alte Pinakothek a fost, în parte, distrusă de bombardamentele aliaților, în timpul celui de-al Doilea Război Mondial; a fost restaurată, și se pot distinge, cu ochiul liber, secțiunile de zid, din cărămidă, restaurate. Clădirea Neue Pinakothek adăpostește, din 1981, o colecție de picturi europene din secolul al XIX-lea, postmoderniste.
- La Berlin, pinacoteca poartă denumirea de Gemäldegalerie (literal, « galerie de picturi »).

- Pinacoteca din Dresda poartă denumirea de Gemäldegalerie Alte Meister («Galeria de Picturi ale vechilor Maeștri»). Este un muzeu situat în Semperbau la Palatul "Zwinger" din Dresda.

### Italia
- Galeria "Uffizi" din Florența

### România
- Pinacoteca / Galeriile de Artă "Brukenthal" din Sibiu
- Pinacoteca din București

### Republica Moldova
- Pinacoteca „Antioh Cantemir”, o galerie de artă din orașul Bălți, Republica Moldova.

### Vatican
- Noua Pinacotecă Vaticană (unul dintre muzeele din Vatican) a fost inaugurată la 27 octombrie 1932.